# Janeane Garofalo
Janeane Garofalo (ur. 28 września 1964 w Newton) – amerykańska aktorka i stand-uperka.

## Życiorys
W młodości występowała jako stand-uperka w klubach położonych na wschodzie Stanów Zjednoczonych, zwyciężyła także w konkursie telewizyjnym na najzabawniejszą osobę w stanie Rhode Island. Po ukończeniu studiów na Providence College zamieszkała w Bostonie, gdzie pracowała m.in. jako recepcjonistka oraz kurierka, kontynuując jednocześnie karierę artystyczną.
W 1989 roku przeprowadziła się do Los Angeles. Współpracowała ze stacją NBC zostając korespondentką w programie TV Nation, a w 1995 roku współpracowała przy produkcji Comedy Product.

## Wybrana filmografia[1]
- Spóźnieni na obiad (1991)
- The Ben Stiller Show (1992–1995)
- Orbitowanie bez cukru (1994)
- Bye Bye, Love (1995)
- Jak pies z kotem (1996)
- Telemaniak (1996)
- Cop Land (1997)
- Dotyk (1997)
- Prawo i porządek (1997)
- Romy i Michele na zjeździe absolwentów (1997)
- Swaty (1997)
- Sweethearts (1997)
- Martwe gołębie (1998)
- Wieczna północ (1998)
- 200 papierosów (1999)
- Dogma (1999)
- Superbohaterowie (1999)
- The Minus Man (1999)
- Cudowne lata 60. (2000)
- Rocky i Łoś Superktoś (2000)
- The Independent (2000)
- The Search for John Gissing (2001)
- Wet Hot American Summer (2001)
- Projekt Laramie (2002)
- Wielkie kłopoty (2002)
- Wonderland (2003)
- Ratatuj (2007)[3]

## Życie prywatne
Córka Carmine i Joan. Od 1992 do 2012 roku była w związku z Robertem Cohenem, małżeństwo zakończyło się rozwodem.